# Traité de Leoben
Le traité de Leoben (ou paix de Leoben) est un traité de paix conclu le 29 germinal an V (18 avril 1797) par Napoléon Bonaparte au nom de la République française.

## Description
Il s’agit d’un accord préliminaire proposé le 18 germinal an V (7 avril 1797), lors de l'avancée française à Judenburg en Styrie, dans lequel figurent nombre de clauses secrètes. Ces dernières disposent que l’Autriche perd le contrôle des Pays-Bas autrichiens et de la Lombardie, cédés à la France, en échange des possessions vénitiennes d’Istrie et de Dalmatie.
Ce démembrement de la république de Venise, qui se voit ainsi réduite au Dogado, signe sa disparition définitive comme État indépendant.
Le traité est confirmé et augmenté par un accord de paix final, le traité de Campo Formio, le 26 vendémiaire an VI (17 octobre 1797).

## Signataires
- République française :
  - Le général Bonaparte,
- Saint-Empire ( Archiduché d'Autriche) :
  - Le marquis de Gallo.
  - Le comte de Merveldt, général-major.
  - Le baron de Saint-Vincent

En 1805, la légende napoléonienne rapporte qu'au moment des faits : « L'empereur [autrichien] envoya au héros de l'Italie trois des principaux seigneurs de sa cour pour lui servir d'otages. Bonaparte les reçut avec distinction, les invita à dîner et, au dessert, il leur dit : Messieurs, vous êtes libres. Allez dire à votre maître que si sa parole impériale a besoin de gages, vous ne pouvez pas m'en servir ; que vous ne devez pas m'en servir, si elle n'en a pas besoin. »